# Live: Right Here, Right Now
| Recensione | Giudizio |
| ---------- | -------- |
| AllMusic   |          |

Live: Right Here, Right Now è il primo album dal vivo del gruppo musicale statunitense Van Halen, pubblicato il 23 febbraio 1993 dalla Warner Bros. Records.
L'album racchiude le canzoni eseguite in due serate alla Selland Arena di Fresno, California, nel maggio 1992. I due concerti furono anche filmati per la pubblicazione di una VHS, che mescola immagini provenienti da entrambe le serate, e successivamente ristampata in DVD. Il video contiene 15 delle 24 tracce dell'album, più due esecuzioni non presenti su disco: The Dream Is Over e Eagles Fly.

## Tracce
Testi e musiche di Sammy Hagar, Eddie van Halen, Alex van Halen e Michael Anthony, eccetto dove indicato.

### CD
Disco 1
1. Poundcake – 5:28
2. Judgement Day – 4:52
3. When It's Love – 5:22
4. Spanked – 5:08
5. Ain't Talkin' 'bout Love – 4:37 (David Lee Roth, E. van Halen, A. van Halen, Anthony)
6. In 'n' Out – 6:20
7. Dreams – 4:49
8. Man on a Mission – 4:50
9. Ultra Bass – 5:15 (Anthony)
10. Pleasure Dome/Drum Solo – 9:38
11. Panama – 6:39 (Roth, E. van Halen, A. van Halen, Anthony)
12. Love Walks In – 5:14
13. Runaround – 5:21

Disco 2
1. Right Now – 6:13
2. One Way to Rock – 4:58 (Hagar)
3. Why Can't This Be Love – 5:22
4. Give to Live – 5:39 (Hagar)
5. Finish What Ya Started – 5:50
6. Best of Both Worlds – 5:00
7. 316 – 11:37
8. You Really Got Me / Cabo Wabo – 7:58 (Ray Davies / Hagar, E. van Halen, A. van Halen, Anthony)
9. Won't Get Fooled Again – 5:41 (Pete Townshend)
10. Jump – 4:26 (Roth, E. van Halen, A. van Halen, Anthony)
11. Top of the World – 4:59

### VHS/DVD
1. Poundcake – 5:28
2. Judgement Day – 4:52
3. Man on a Mission – 4:50
4. When It's Love – 5:22
5. In 'n' Out – 6:20
6. Right Now – 6:13
7. Ultra Bass – 5:15 (Anthony)
8. Pleasure Dome/Drum Solo – 9:38
9. Spanked – 5:08
10. Runaround – 5:21
11. Finish What Ya Started – 5:50
12. Eagles Fly – 6:03 (Hagar)
13. 316 – 11:37
14. You Really Got Me / Cabo Wabo – 7:58 (Ray Davies / Hagar, E. van Halen, A. van Halen, Anthony)
15. The Dream Is Over – 5:14
16. Jump – 4:26 (Roth, E. van Halen, A. van Halen, Anthony)
17. Top of the World – 4:59

## Formazione
- Sammy Hagar – voce, chitarra acustica ed elettrica
- Eddie van Halen – chitarra, tastiere, cori
- Michael Anthony – basso, cori
- Alex van Halen – batteria, percussioni

## Classifiche
| Classifica (1993) | Posizione massima |
| ----------------- | ----------------- |
| Australia         | 7                 |
| Austria           | 30                |
| Canada            | 15                |
| Finlandia         | 5                 |
| Germania          | 30                |
| Giappone          | 4                 |
| Italia            | 19                |
| Paesi Bassi       | 8                 |
| Regno Unito       | 24                |
| Stati Uniti       | 5                 |
| Svezia            | 21                |
| Svizzera          | 18                |